# Кибург (Цюрих)
Кибург (нем. Kyburg ZH) — бывшая коммуна в Швейцарии, в кантоне Цюрих. 1 января 2016 года вошла в состав коммуны Ильнау-Эффретикон.
Входила в состав округа Пфеффикон. Население составляет 400 человек (на 31 декабря 2007 года). Официальный код — 0175.

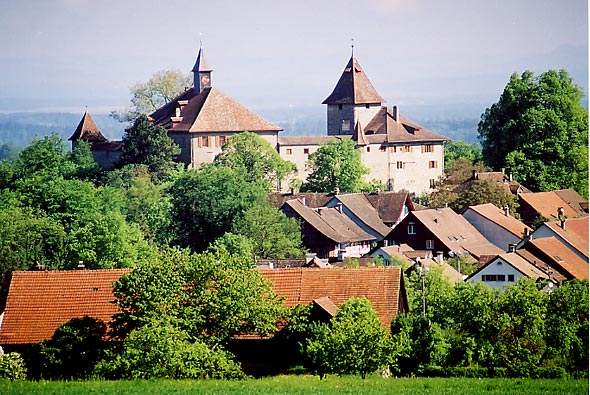
Замок